# Mesocnemis saralisa
Mesocnemis saralisa – gatunek ważki z rodziny pióronogowatych (Platycnemididae). Stwierdzony jedynie w Demokratycznej Republice Konga.